# Fevzi
Fevzi ist ein türkischer und albanischer männlicher Vorname arabischer Herkunft.

## Verbreitung
Der Name kommt in Deutschland seit 2008 fast jedes Jahr in der Namensgebung vor. In den letzten 10 Jahren wurden etwa 70 Jungen so genannt. In der Schweiz tragen 57 Personen den Namen (Stand 2023). In Österreich wird der Name seit 1994 hin und wieder bei der Namenswahl berücksichtigt. Bis 2023 wurde er zwölf Mal vergeben.
Der Name wird in den Niederlanden seit Mitte der 1970er Jahre regelmäßig vergeben, jedoch in einem eher geringen Volumen. Seine Vergabe ist auch in Dänemark, Frankreich und Slowenien nachgewiesen.

## Namensträger
- Fevzi Aytekin (* 1946), türkischer Bauingenieur und Politiker
- Fevzi Baron (1893–†), türkischer Fußballspieler, -schiedsrichter und -funktionär
- Fevzi Çakmak (1876–1950), Feldmarschall und Generalstabschef der türkischen Armee
- Fevzi Elmas (* 1983), türkischer Fußballspieler
- Fevzi Kezan (* 1952), türkischer Fußballspieler
- Fevzi Mostarac († 1747), bosnischer Schriftsteller
- Fevzi Özkan (* 1986), türkischer Fußballspieler
- Fevzi Şeker (1962–2011), türkischer Ringer
- Fevzi Tuncay (* 1977), türkischer Fußballspieler
- Fevzi Zemzem (1941–2022), türkischer Fußballspieler und -trainer